# Courzieu
Courzieu (Aussprache [kuʀzjø]) ist eine französische Gemeinde im Département Rhône in der Region Auvergne-Rhône-Alpes. Die Bewohner nennen sich Courzerois (Aussprache [kuʀzəʀwa]).

## Geographie
Die Gemeinde liegt an der alten Straße Via Agrippa (Saintes-Lyon, auch "aquitanische" Straße genannt) und führt von Feurs (35 km im Westen) über den Pass Malval (732 m) zum Zentrum von Lyon (35 km im Osten).

### Angrenzende Gemeinden
| Bessenay                 | Chevinay   | Pollionnay |
| Brussieu                 |            | Vaugneray  |
| Saint-Genis-l’Argentière | Montromant | Yzeron     |

### Gewässernetz
- Der Fluss Brévenne begrenzt die Gemeinde in Nordwest;[2]
- Der Rossard ist 6,7 km lang und fließt in die Brévenne[3];
- Die Goutte du Soupa ist 3,9 km lang[4] und fließt in die Brévenne;
- Der Glavaroux ist 4,9 km[5] und fließt in die Brévenne
- Die Goutte du Soupat steht auf der Liste der Naturzonen von Interesse für Ökologie, Fauna und Flora an der Rhône.[6]

## Toponomastik
Courzieu leitet seinen Namen von dem gallischen Namen Curisius ab.

## Geschichte

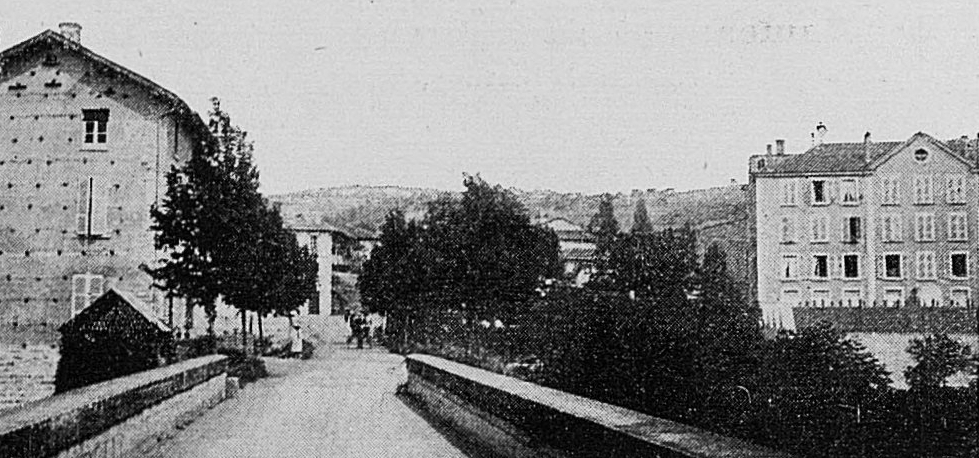
Der Weiler Giraudière zu Beginn des 20. Jahrhunderts

In einem Dokument vom 27. August 925 ist nachzulesen, dass der damalige Erzbischof von Lyon, Rémy II. und Graf Guillaume einer Schenkung an das Kloster Abbaye de Savigny durch den Grundherrn Adelfred, seiner Frau Richborge und ihren Sohn Sévère zugestimmt haben. Es handelte sich dabei um vier Hofreiten und Weinberge sowie die Ausrichtung des Jahresfestes an der Kirche von Courzieu zum Jahrestag von Saint-Martin.
Während der Zeit zwischen den beiden Weltkriegen organisierte der Ingenieur Joseph Aubert (1876–1911), Mitglied der Vereinigung ehemaliger Schüler der École Centrale de Lyon, den Abbau von Sandstein bei Courzieu, der vor allem für den Wegebau im Raum Lyon gebraucht wurde, ehe Bitumen zum Einsatz kam. Joseph Aubert wurde im Mai 1935 zum Bürgermeister des Ortes gewählt; er behielt das Amt bis zu seinem Tod. In seiner Amtszeit sorgte er für die Elektrifizierung der Ortschaft und für das lokale Straßennetz; er begann die Installationen für die Trinkwasserversorgung, das Projekt wurde jedoch durch den Beginn des Zweiten Weltkriegs unterbrochen.

## Wappenkunde
|  | Blasonierung: „linke Seite: rot-weiß gestreift; rechte Seite: auf blauem Grund ein goldener Falke auf goldenem Ast“ |
|  | |

## Politik und Verwaltung
| von  | bis    | Name                   | Partei | Titel |
| ---- | ------ | ---------------------- | ------ | ----- |
| 2001 | 2014   | Jean Lardellier        |        |       |
| 2014 | im Amt | Jean-Bernard Cherblanc |        |       |

Die Gemeinde ist Teil des Gemeindeverbands Communauté de communes du Pays de L’Arbresle.

## Demografie
Am 1. Januar 2022 zählte die Gemeinde 1.178 Einwohner. Die Entwicklung der Einwohnerzahl kann auf Grund von Erhebungen bis 1793 zurückverfolgt werden. Ab dem 21. Jahrhundert erfolgt in Gemeinden mit weniger als 10.000 Einwohnern nur alle 5 Jahre eine tatsächliche Volkszählung; in den anderen Gemeinden wird jedes Jahr eine Schätzung durchgeführt.

## Sehenswürdigkeiten
- Oppidum du Châtelard: Oppidum war in der Latènezeit während der galloromanischen Periode besetzt. Seit 1989 ist es als Monument historique anerkannt.[11]
- Parc animalier[12][13] Der Tiergarten ist pädagogisch und zum Mitmachen angelegt.
- Die Kirche Saint-Didier wurde 1896 erbaut; sie ersetzt die alte Kirche, die zu klein wurde und steht auf der Ruine des ehemaligen Schlosses.
- Der Glockenturm der Kirche hat ein Carillon mit 8 Glocken,[14] eine davon stammt aus 1726, läutet zu den Gottesdiensten und ist als «Monument historique» anerkannt[15]
- Eine historische Bahn auf Normalspur verbindet in der Saison die Orte L’Arbresle und Sainte-Foy-l’Argentière mit einem Halt am Bahnhof von Courzieu-Brussieu im Weiler Giraudière. Das rollende Material besteht aus restaurierten Lokomotiven und Wagen.
- Das Aqueduc de la Brévenne, ein Teilstück des Aquädukts, das Lugdunum (das heutige Lyon) mit Wasser versorgte.

Eindrücke von Courzieu
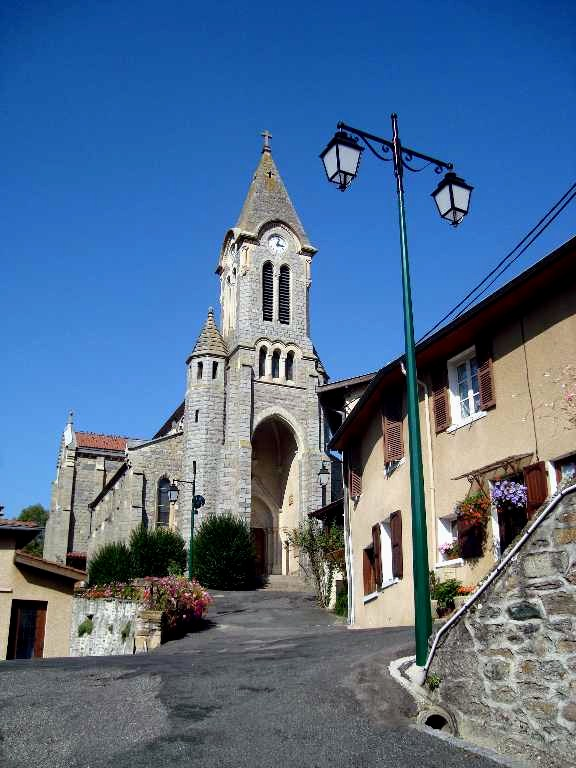
Kirche Saint-Didier
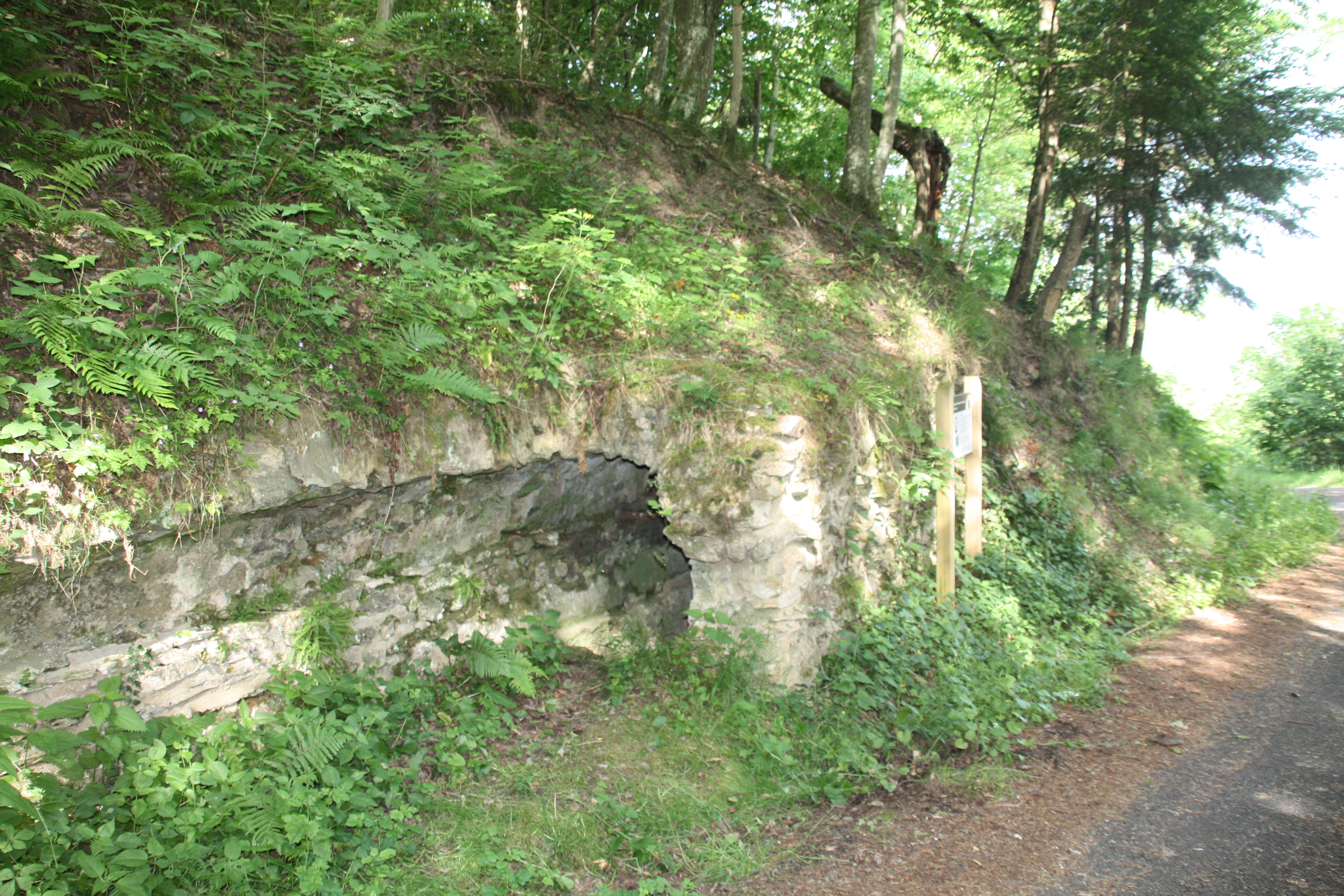
Reste des Aqueduc de la Brévenne
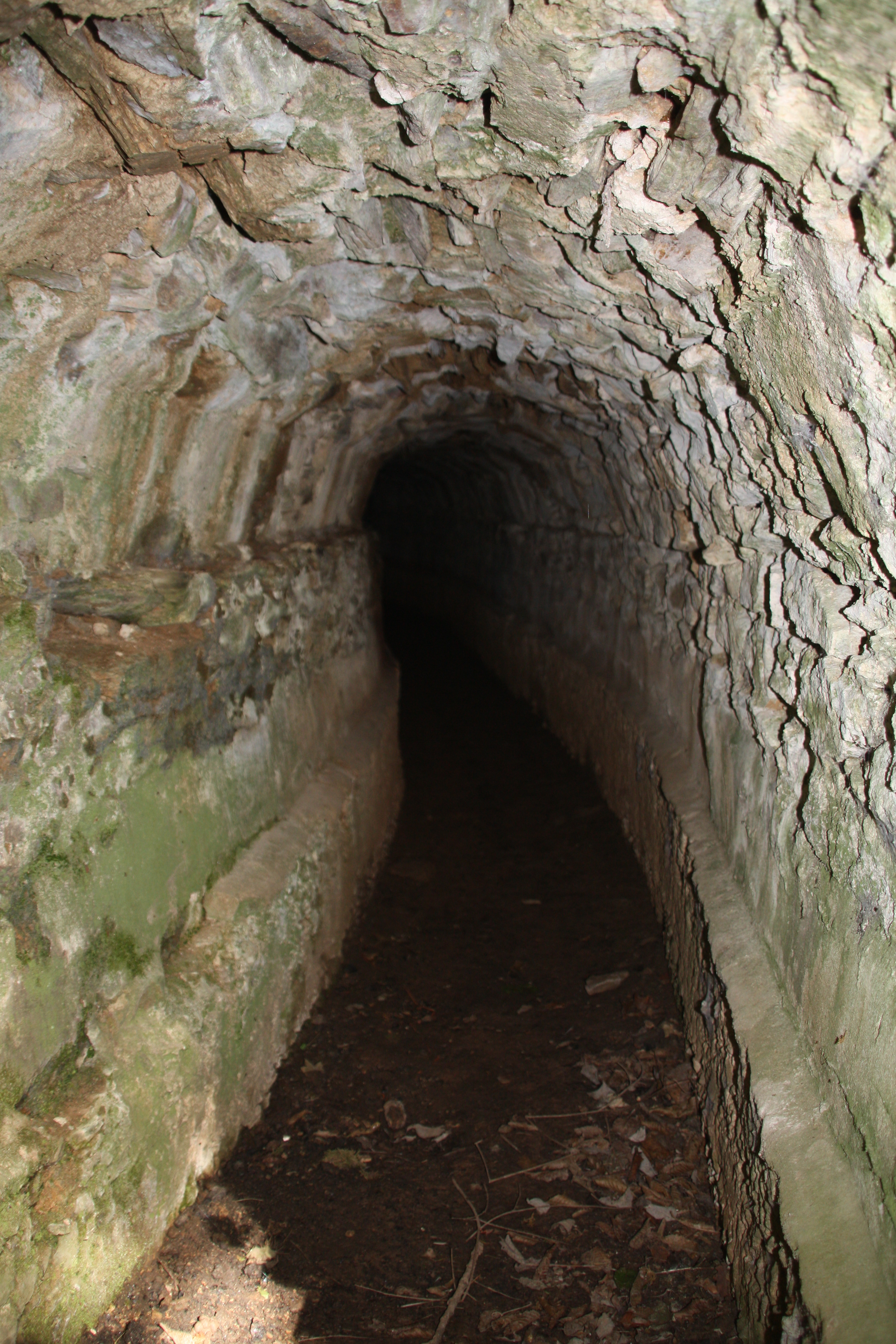
Aqueduc de la Brévenne
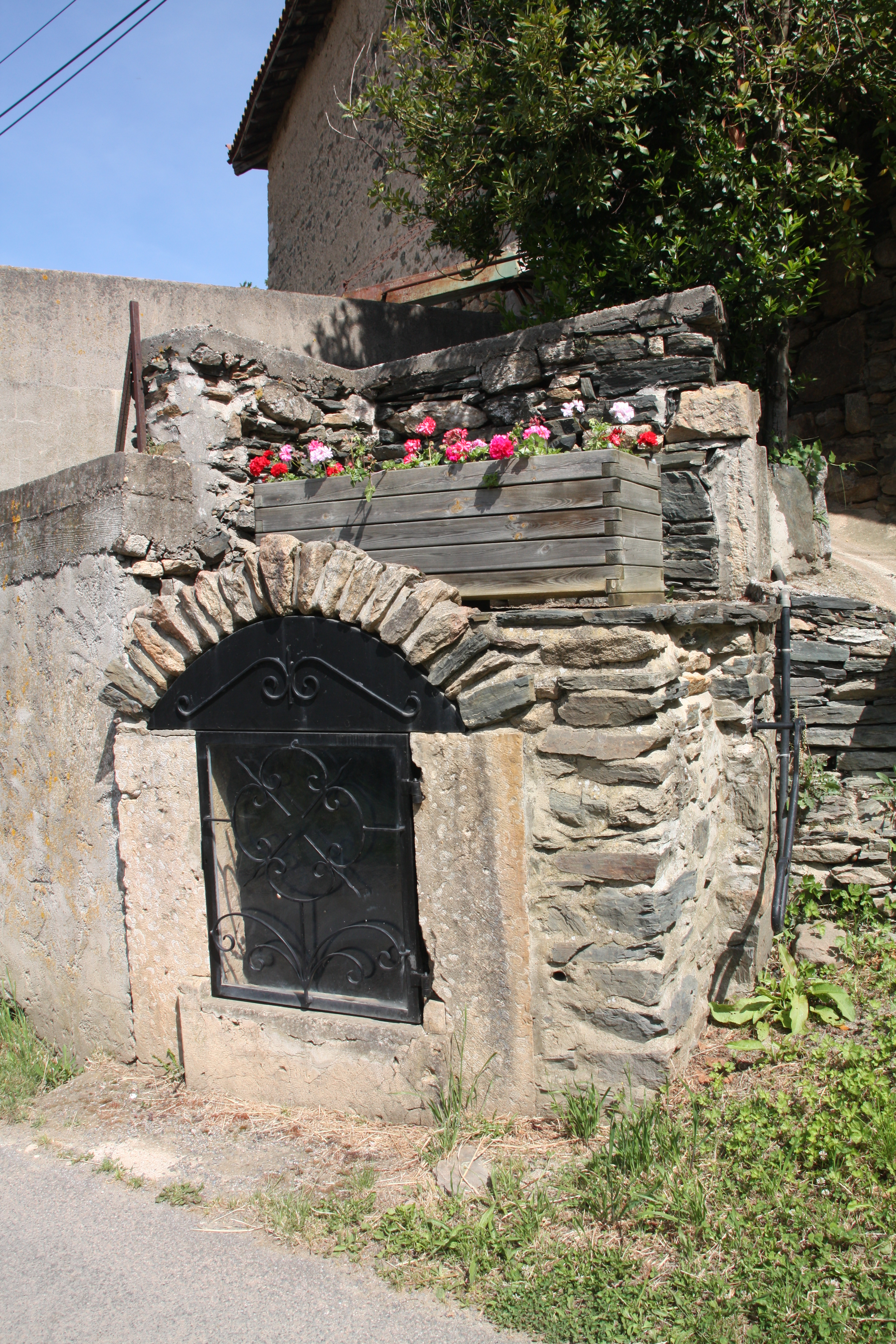
Brunnen im Weiler Lafont
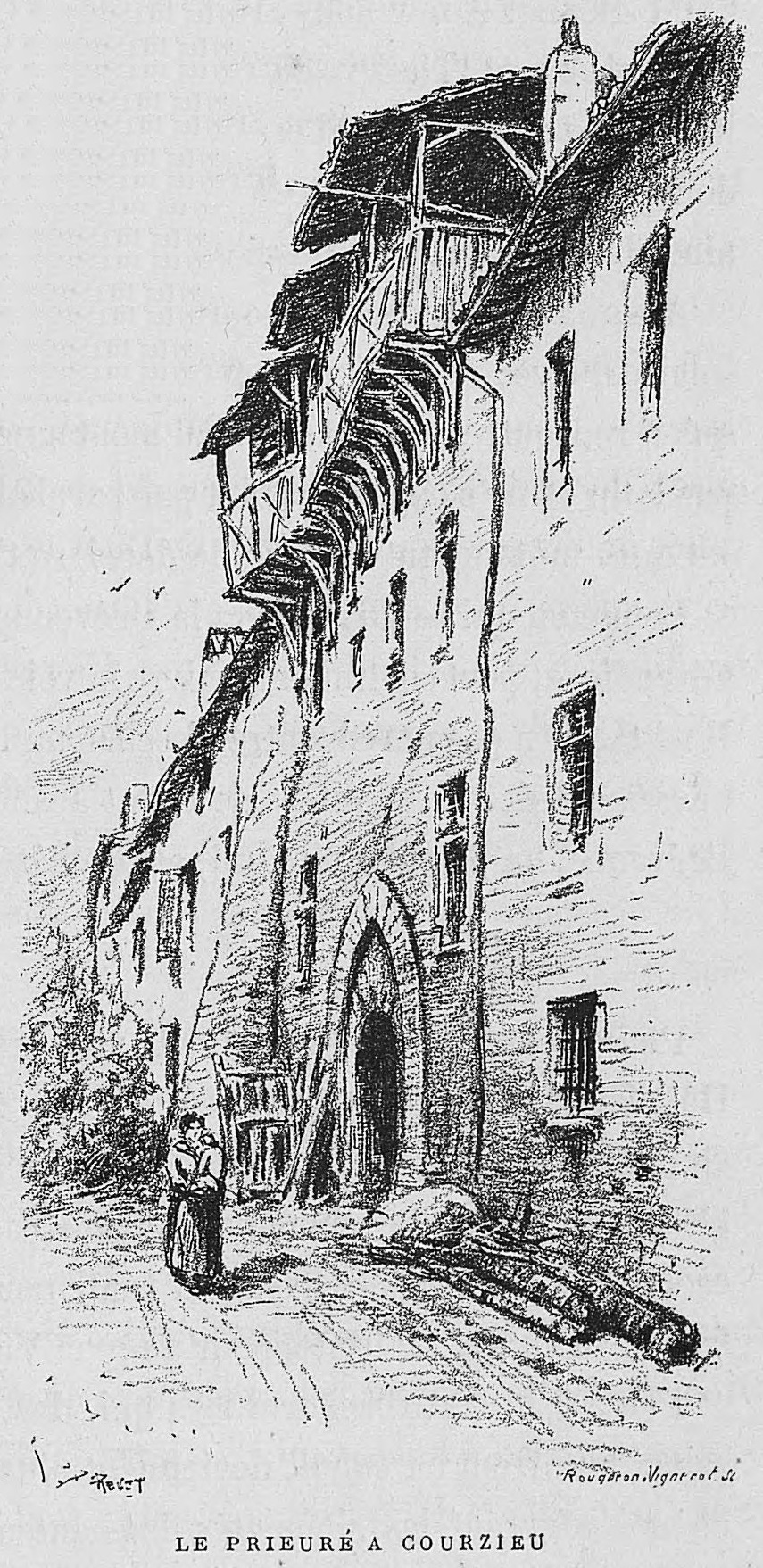
Das Kloster gezeichnet von Joannès Drevet (1854–1940).
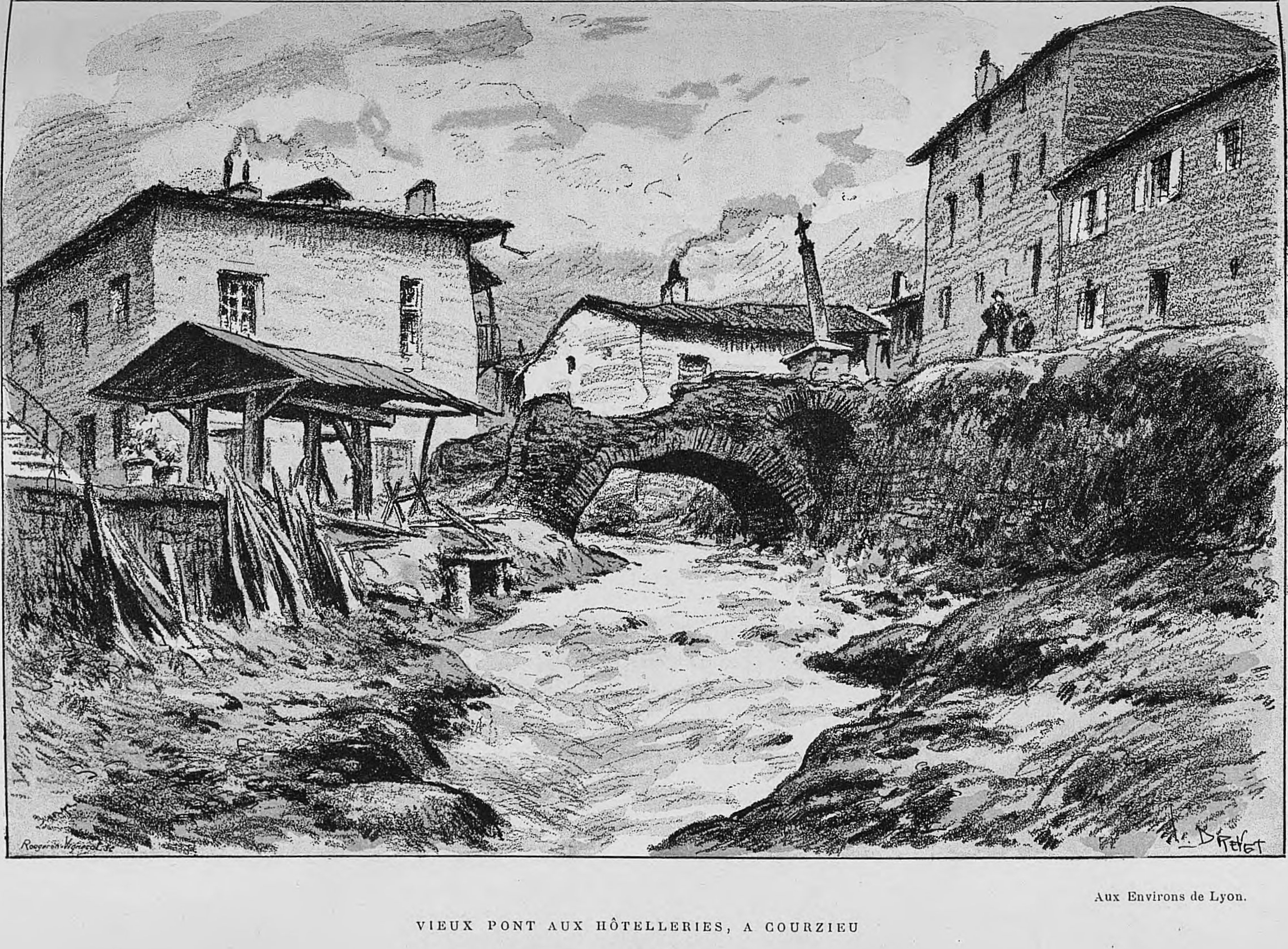
Alte Brücke beim Hotel, gezeichnet von J. Drevet.

## Anmerkung
1. ↑  hier die Region um Vaugneray Die Seite ist nur auf Französisch einzusehen und gibt eine ausführliche (amtliche) Beschreibung der Region Rhône-Alpes.